# Associação Carlos Barbosa de Futsal
Maillots
L'Associação Carlos Barbosa de Futsal est un club de futsal basé à Carlos Barbosa au Brésil et fondé en 1976.
Au début des années 2000, Carlos Barbosa est champion du Brésil puis remporte la Copa Libertadores et la Coupe intercontinentale. En 2009, le club est élu meilleur club du monde au Futsal Awards. En 2012, il devient seulement le second club à remporter pour la seconde fois la compétition mondiale.

## Histoire
En 1996, le club remporte son premier championnat des État.
En 2002, le club remporte la première Copa Libertadores de futsal, instaurée par la Confédération sud-américaine de football, à l'issue d'une finale contre les Pumas vénézuéliens.
En 2003, Carlos Barbosa conserve son titre continental contre le Nacional uruguayen.
Fin 2005, après en avoir remporté le groupe A, Carlos Barbosa perd à la dernière seconde en finale de la Zone Nord du quatrième Tournoi sud-américain face à ses compatriotes de Malwee/Jaraguà (5-4). Les trois autres buts de Carlos Barbosa sont signés Messinho (doublé) et Dionisio.
En 2016, le club remporte sa troisième Coupe du Brésil.

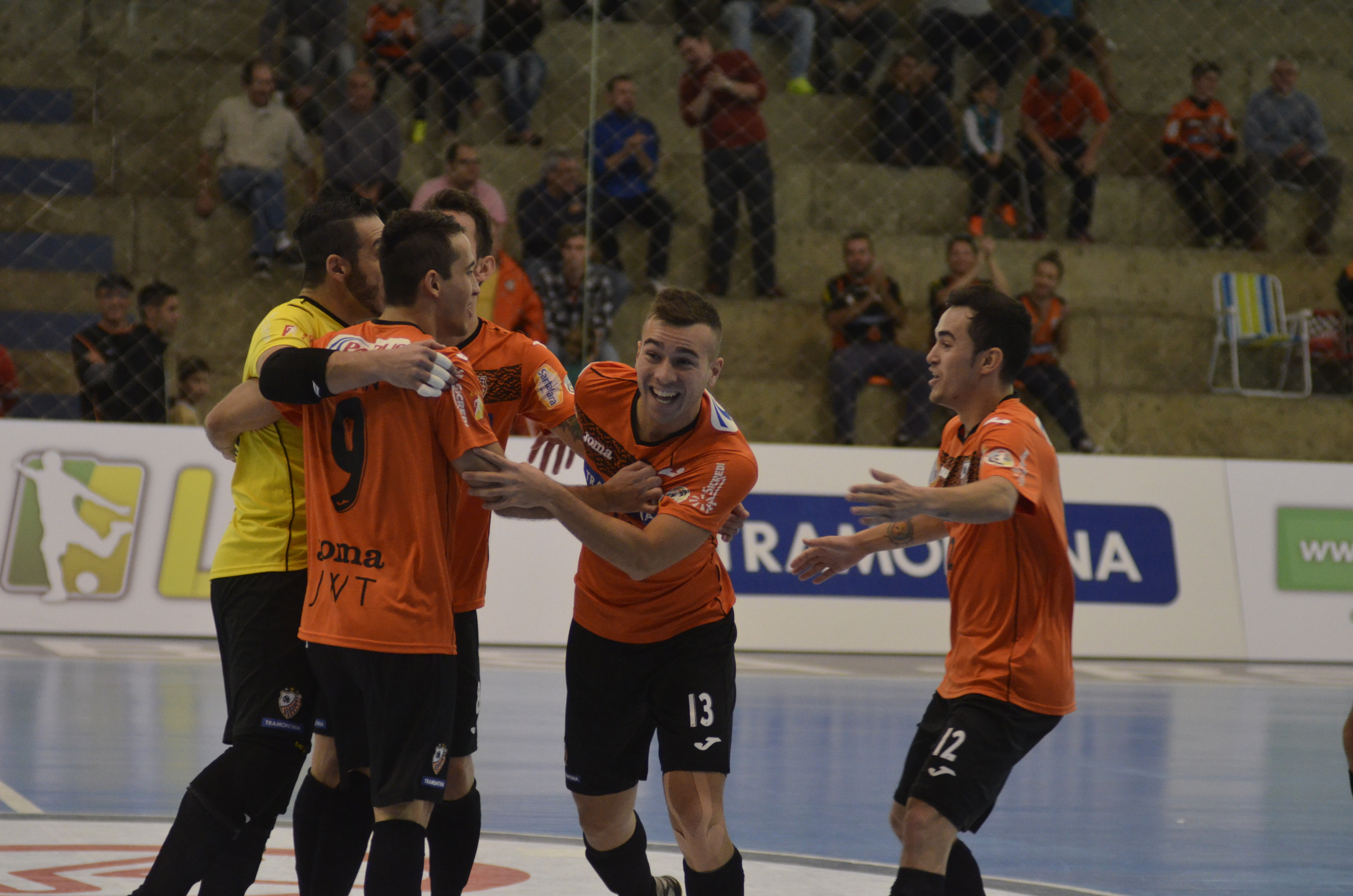
Joueur du club en 2015.

## Palmarès
Le club remporte la Coupe du Brésil en 2001 et 2009 puis troisième fois en 2016.
| Compétitions internationales | Compétitions nationales |
| --- | --- |
| - Meilleur club du monde (1) - Élu : 2009 - Coupe intercontinentale (2) - Vainqueur : 2004 et 2012 - Finaliste : 2011, 2013, 2016 et 2018 - Troisième : 2005, 2006 et 2008 - Copa Libertadores (6) - Vainqueur : 2002, 2003, 2011, 2017, 2018 et 2019. - Finaliste : 2001 et 2021 | - Championnat du Brésil (5) - Champion : 2001, 2004, 2006, 2009 et 2015 - Coupe du Brésil (3) - Vainqueur : 2001, 2009 et 2016 - Supercoupe du Brésil (1) - Vainqueur : 2017 |

## Historique des tenues
| 2009 domicile |  | 2009 extérieur |  | 2011 domicile |  | 2011 extérieur |  | 2013 domicile |  | 2013 extérieur |

| 2014 domicile |  | 2014 extérieur |  | 2019 domicile |  | 2019 extérieur |